# Pomnik Leszka Kołakowskiego w Radomiu
Pomnik Leszka Kołakowskiego w Radomiu – pomnik zlokalizowany we wschodniej części Placu Konstytucji 3 Maja.

## Historia

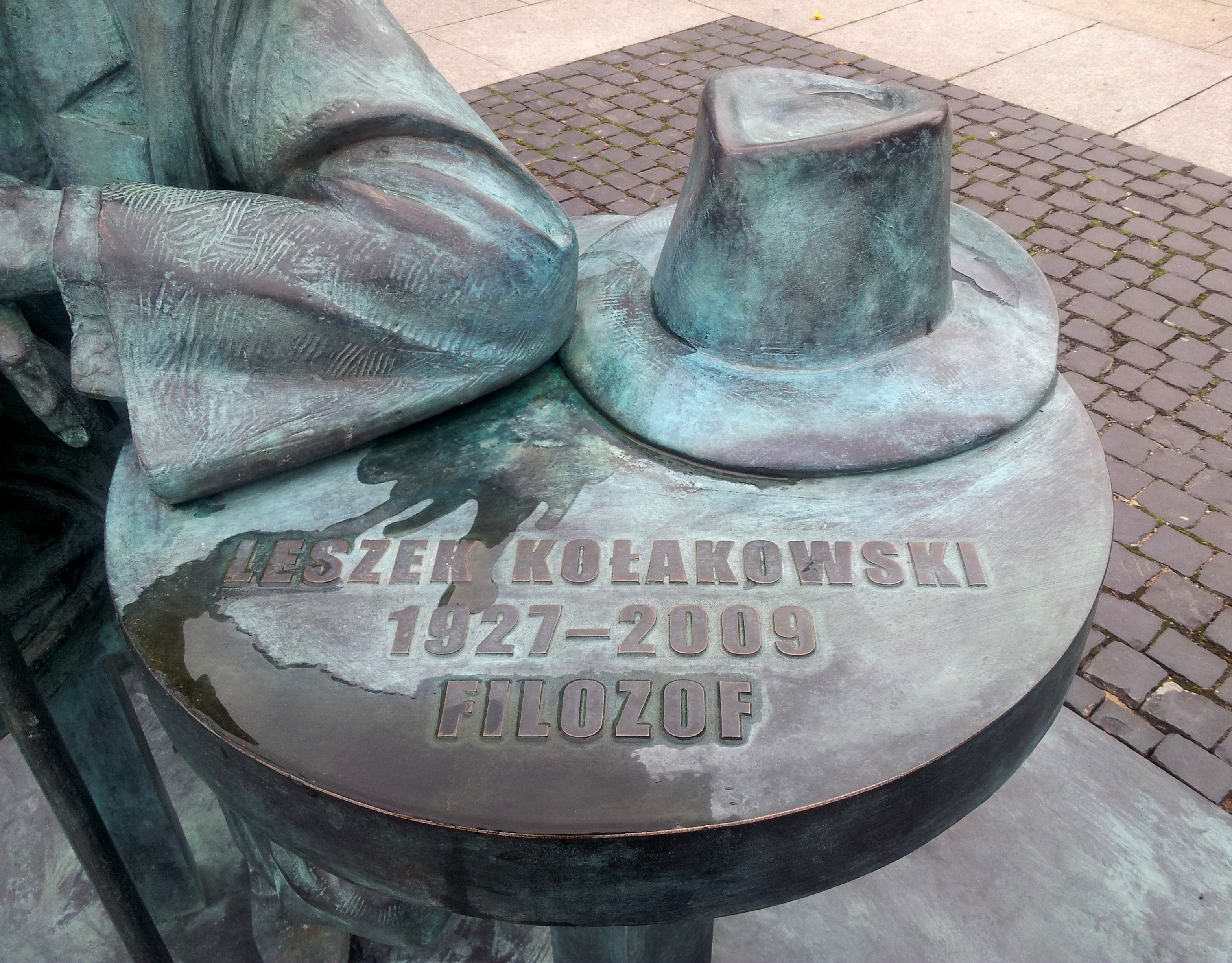

Po raz pierwszy inicjatywę upamiętnienia pomnikiem urodzonego w 1927 roku w Radomiu Leszka Kołakowskiego, wybitnego filozofa, Honorowego Obywatela Radomia, honorowego członka Radomskiego Towarzystwa Naukowego, odznaczonego medalem Bene Merenti – Civitas Radomiensis zgłoszono do jednej z pierwszych edycji radomskiego budżetu partycypacyjnego. Wówczas, a także w kolejnych edycjach budżetu, projekt nie zdobył wymaganej liczby głosów, wobec czego magistrat zadeklarował pokrycie kosztów budowy pomnika. W połowie 2015 roku ogłoszono konkurs, na który wpłynęło osiem prac. Komisja konkursowa wybrała projekt autorstwa krakowskiego artysty, profesora Akademii Sztuk Pięknych im. Jana Matejki w Krakowie, Karola Badyny. Rzeźbę ustawiono na placu Konstytucji 3 Maja pod koniec września 2016, a oficjalnie odsłonięto 23 października tego roku. Obecna była córka Leszka Kołakowskiego Agnieszka Kołakowska. Leszka Kołakowskiego upamiętnia w Radomiu również tablica pamiątkowa, umieszczona na ścianie jego dawnego domu przy ul. Niedziałkowskiego 26.

## Opis
Pomnik przedstawia wspartego na lasce Leszka Kołakowskiego, siedzącego przy kawiarnianym stoliku, na którym znajduje się kapelusz oraz napis:
LESZEK KOŁAKOWSKI

1927–2009

FILOZOF

Przy stoliku umieszczono drugie, puste krzesło.